# Cano Sport Academy
El Cano Sport Academy es un club de fútbol y una academia de fútbol ecuatoguineana de la ciudad de Malabo, Bioko Norte. Actualmente participa en la Liga Nacional de Fútbol, la división máxima del fútbol nacional.

## Historia
El club fue fundado en marzo de 2014 por Cándido Nsue Okomo, con el objectivo de formar jugadores para la selección nacional. Su primera participación registrada en competiciones nacionales fue en la temporada 2015/2016 en la Segunda División nacional, aunque desconoce el rendimiento final del equipo. Participó en la Copa de Su Excelencia, donde fue eliminado en la primera fase de la Región Insular tras perder por 2-0 contra el Atlético Semu. También compitió en la Copa del 3 de Agosto, llegando a ser campeón de la final de la Región Insular, pero finalmente no ganó la final nacional al no comparecer al partido contra el Racing de Micomeseng.
En la temporada 2017/2018, el club ascendió a Primera División por primera vez. En la temporada siguiente, ganó el Campeonato Nacional tras llegar a la final y vencer al Akonangui FC por 3-2 en la última jornada. Gracias a este título, se clasificó para la Liga de Campeones de la CAF, donde fue emparejado en la fase preliminar contra el Mekelle 70 Enderta de Etiopía. Ganó el partido de ida por 2-1 y empató el de vuelta 1-1, avanzando de fase con un marcador global de 3-2. Posteriormente, se enfrentó al Al-Ahly de Egipto en la primera fase, donde perdió el partido de ida por 2-0 y el de vuelta por 4-0. Debido a su eliminación en la Liga de Campeones, entró en la fase de play-offs para la fase de grupos de la Copa Confederación de la CAF, donde fue emparejado con el Zanaco de Zambia. El equipo fue derrotado por 3-1 en el partido de ida y 5-1 en el de vuelta.
En 2022, el club llegó a la final de la Copa Nacional, donde perdió contra el Inter Litoral por 1-0. Sin enmbargo, en 2023, ganó la Copa tras vencer al EDSA, equipo de la Segunda División nacional, por 2-0 en la final. En la temporada 2023-2024, como campeón de la Copa, fue sorteado para jugar la fase preliminar de la Copa Confederación de la CAF contra el MUZA de Zabmia. El resultado fue un empate 1-1 en la ida y una derrota por 3-0 en la vuelta. En las competiciones nacionales, Cano Sport terminó en primer lugar del grupo de la Región Insular de la Liga Nacional de Fútbol con 37 puntos y se clasificó para la Liguilla, donde finalizó en el cuarto puesto con 6 puntos. En la Copa Nacional, alcanzó la final nacional tras derrotar al Atlético Semu por 3-1 en la final de la Región Insular, pero perdió la final nacional por 3-0 contra el 15 de Agosto de Aconibe.

## Palmarés
- Primera División de Guinea Ecuatorial: 1

2019
- Copa de Guinea Ecuatorial: 1

2023

## Participación en competiciones de la CAF
| Temporada | Torneo                       | Ronda      | Club               | Casa | Visita | Global |
| --------- | ---------------------------- | ---------- | ------------------ | ---- | ------ | ------ |
| 2019/20   | Liga de Campeones de la CAF  | Preliminar | Mekelle 70 Enderta | 2-1  | 1-1    | 3-2    |
| 2019/20   | Liga de Campeones de la CAF  | 1          | Al-Ahly SC         | 0-2  | 0-4    | 0-6    |
| 2019/20   | Copa Confederación de la CAF | Playoff    | Zanaco FC          | 1-3  | 1-5    | 2-8    |
| 2023/24   | Copa Confederación de la CAF | 1          | MUZA               | 1-1  | 0-3    | 1-4    |

## Jugadores

### Jugadores notables
- Santiago Eneme
- Basilio Ndong
- Luis Nlavo
- Federico Nsue
- Mariano Ondo Monsuy

## Entrenadores
- Casto Nopo (2024)[20]
- Marcos Samuel Adeba (2024–presente)[1]